# Leptura wickhami
Leptura wickhami là một loài bọ cánh cứng trong họ Cerambycidae.